# Componentes fotosensitivos en la visión nocturna
Los componentes fotosensitivos presentes en bastones (células especializadas que se encuentran en la retina de los humanos y la mayoría de los mamíferos) están hechos a partir de una proteína llamada opsina, además de retineno1 que es la forma aldehídica de la vitamina A1. La especial diferencia entre la retineno1 y la retineno2 es que la última ha sido encontrada solo en la retina de algunos animales. En general las retinenos son aldehídos por lo que reciben el adecuado nombre de retinales, a diferencia de la vitamina A que es un alcohol, por lo que es llamada retinol. 1
Normalmente se asocia la deficiencia de retinol con Xeroftalmia, que se reconoce por una resequedad persistente en la conjuntiva del ojo y en las corneas, ojos enrojecidos y pérdidas de visión, especialmente nocturna. Lo último se debe a que los bastones, que son las células especializadas en visión nocturna y captación de movimiento (a diferencia de los conos, especializados en captación de color) son especialmente ricos en rodopsina y esta es imposible de sintetizare en ausencia de retinol.

## Rodopsina y su importancia en la visión
La rodopsina (También llamada púrpura visual) es una proteína transmembranal presente especialmente en los discos de los bastones de la retina. Su composición puede ser descrita como Opsina + Vitamina A = Rodopsina, aunque realmente no es vitamina A lo que se inserta sino un derivado de está llamado Cis-11-Retinal. Recordando que las vitaminas no son proteínas ni lípidos ni carbohidratos, es correcto decir que la rodopsina es entonces en parte proteína (por la opsina) y en parte aldehído (por el retinal).
La rodopsina humana tiene un peso molecular estimado de 41 000. Está especializada en captar longitudes de onda que ronden los 505 nm.1

### Posición de la rodopsina en la membrana del bastón
Su grupo carboxilo terminal se encuentra en contacto con el citoplasma celular mientras que el amino proteínico se encuentra entre los discos de la membrana.
El cis-11-retinal se sitúa unido a una de las hélices alfa en el centro de la molécula de manera estratégica para que cuando el fotón de luz se encuentre con ella ocurra una reacción química que produzca un impulso nervioso que conduzca a la visión.

### Mecanismo químico de la rodopsina en la visión
La única forma en la que la opsina pueda unirse a la vitamina A es si esta está en su forma cis-11-retinal. Cuando el fotón impacta la molécula de rodopsina el cis-11-retinal pasa a su forma trans-11-retinal perdiendo así su integridad.
En presencia de luz la Opsina inicia una cascada de reacciones activando una proteína G para que esta active una molécula de fosfodiesterasa (PDE), una enzima de membrana que cambia el adenocin monofosfato (GMPc) por ácido guanílico (5´-GMP), para así cerrar el canal de sodio de la membrana. El GMPc normalmente activa la apertura de los canales de sodio en ausencia de luz, pero cuando esta se hace presente los cierra de manera proporcional a los canales privados de GMPc o que han sido bloqueados con el ácido guanílico.
Una vez ya no haya más luz incidiendo sobre el ojo, toma un tiempo para que el retinal se vuelva a unir a la opsina para formar la rodopsina, es por eso que cuando por ejemplo se apagan las luces muy rápidamente, se tarda un tiempo en aclarar la vista y poder detallar los objeto que se están mirando.2